# La vida es una novela
La vida es una novela (título original en francés: La vie est un roman) es una película de drama, comedia y fantasía francesa de 1983 dirigida por Alain Resnais a partir de un guion de Jean Gruault. El título de distribución en inglés de la película es La Vida Es Un Lecho De Rosas, aunque también se la conoce como El Castillo De Forbek y La Vida Es Un Cuento De Hadas. La traducción literal del título original es «La vida es una novela [o cuento, romance]»; en la película, la cita francesa (o la cita errónea) se atribuye a Napoleón.
En dos momentos diferentes, en 1914 y 1982, un castillo medieval sirve como experimento para crear una sociedad donde la angustia pueda ser excluida de la vida cotidiana.
Resnais cuenta tres historias. En vísperas de La Primera Guerra Mundial, el conde Forbek comienza a construir un fantástico castillo en un bosque. Después del conflicto, utiliza su trabajo para dar forma a una sociedad utópica, realmente lavando el cerebro a sus amigos. Años más tarde, el castillo se utiliza como escuela y durante las vacaciones de verano, también es sede de unas jornadas sobre educación, donde se desarrolla la segunda historia de la película. Al mismo tiempo, se cuenta la historia del nacimiento de un bebé noble.

## Trama
La película entrelaza tres historias de épocas distintas pero que comparten una localización común, en el bosque de las Ardenas.
En tiempos legendarios, el hijo de un rey es rescatado por su enfermera cuando su padre es asesinado por un rival. Cuando el niño crece, mata a un dragón, rescata a una doncella y reclama su reino, para iniciar un reinado de amor y felicidad.
En 1914, el rico conde Forbek anuncia a sus amigos su plan de construir un castillo extravagante, un «templo de la felicidad», como hogar para él y para ellos, que dedicará a Livia, la mujer con la que pretende casarse. Sus planes se ven interrumpidos por el inicio de la Primera Guerra Mundial y Livia se casa con Raoul, un oficial del ejército; pero en 1920 el castillo está lo suficientemente completo como para que Forbek pueda entretener allí a sus amigos. Los invita a todos a participar en un experimento en el que sus actuales descontentos y todos sus recuerdos serán borrados cuando beban una poción, y renacerán como personas nuevas, reeducadas para vivir en perfecta armonía. Sólo Livia evita en secreto beber la poción y observa su efecto en los demás. Cuando se entera de que Raoul ha muerto en el experimento, denuncia el plan de Forbek y él queda devastado por su rechazo.
En los años 80, el castillo se convirtió en el Instituto Holberg, una escuela progresista y un centro de formación de profesores. Una conferencia educativa reúne a delegados que incluyen a Walter Guarini, un arquitecto utópico, Nora Winkle, una antropóloga estadounidense, Elisabeth Rousseau, una seria maestra de escuela provincial, y Roger Dufresne, un experto en juegos del Instituto. La determinación de Georges Leroux, el organizador de la conferencia, de unir a todos en ideales compartidos sobre cómo se debe educar a la próxima generación se ve subvertida cuando la demostración de Elisabeth de su método práctico de enseñanza integrada provoca un estallido de disputas ideológicas. Mientras tanto, el travieso plan de Nora para fomentar un romance entre Elisabeth y Roger tiene resultados completamente opuestos. La conferencia termina en desorden.

## Reparto
- Vittorio Gassman como Walter Guarini
- Ruggero Raimondi como Michel Forbek
- Geraldine Chaplin como Nora Winkle
- Fanny Ardant como Livia Ceraskier
- Pierre Arditi como Robert Dufresne
- Sabine Azéma como Elisabeth Rousseau
- Robert Manuel como Georges Leroux
- Martine Kelly como Claudine Obertin
- Samson Fainsilber como Zoltan Forbek
- Véronique Silver como Nathalie Holberg
- André Dussollier como Raoul Vandamme
- Jean-Michel Dupuis como Laplaud
- Philippe Laudenbach como el educador
- Cathy Berberian como la enfermera
- Francine Bergé como señorita
- Marie Rivière
- Chantal Ladesou

## Producción
Cuando la colaboración de Resnais y Jean Gruault en Mon oncle d'Amérique resultó exitosa, el productor les pidió que trabajaran juntos en otra película. Desarrollaron un escenario original a partir de sus intereses y entusiasmos personales en una narrativa de tres niveles que exploraba diferentes actitudes hacia la felicidad. El interés de Resnais por la arquitectura británica del siglo XVIII y los extravagantes proyectos de William Beckford constituyeron el punto de partida de la sección sobre Forbek y su castillo.
La música fue un elemento importante de la película. Resnais estaba ansioso por alternar el habla y el canto en el diálogo. Las escenas finales de la sección de la década de 1980, con su cambiante acoplamiento romántico, se modelaron teniendo en cuenta Las bodas de Fígaro. La dimensión operística de la película se acentuó aún más con la elección del bajo Ruggero Raimondi para el papel de Forbek (aunque no canta). La cantante Cathy Berberian apareció en la legendaria secuencia, en el papel cantante de la anciana enfermera, que fue una de sus últimas actuaciones; ella murió antes del estreno de la película.
Para crear texturas visuales distintas para diferentes secciones, se utilizaron diferentes tipos de películas: Eastmancolor para la sección de la década de 1920 sobre el Conde Forbek y Fujicolor para el episodio de la conferencia educativa de la década de 1980.
Para las escenas de fantasía, el artista gráfico Enki Bilal (que había diseñado previamente el cartel publicitario de Mon oncle d'Amérique) creó imágenes grotescas de árboles, plantas y raíces, pintadas sobre vidrio, que se colocaron frente a la cámara para dar una aire de irrealidad a los decorados y paisajes filmados.
Para las escenas exteriores del castillo se utilizó un castillo de las afueras de París; el escenógrafo Jacques Saulnier construyó una estructura a su alrededor para darle sus aspectos extravagantes que se encontraban en una mezcla de estilos, incluidas muchas influencias orientales. Esto produjo el efecto descrito en la película como «une pâtisserie» («un pastel»). Las escenas interiores se rodaron en los Estudios de Boulogne.

## Recepción
Cuando la película se estrenó en abril de 1983, recibió muchas críticas negativas: un crítico de Le Monde la calificó de «catástrofe». También obtuvo el número más bajo de entradas de cine en Francia para una película de Resnais hasta la fecha.
También fue recibido con frialdad por los críticos de habla inglesa cuando se proyectó en festivales de cine. Algunos críticos vieron la película como una contraparte cómica de su predecesora Mon oncle d'Amérique, que también había utilizado una narrativa triple como medio para explorar teorías del comportamiento humano; y ambas películas fueron escritas por el mismo guionista, Jean Gruault. Una rara reacción positiva se manifestó en Sight & Sound : «Después de Mon oncle d'Amérique, que extrajo sus múltiples narrativas del material prohibitivo de las ciencias del comportamiento, el último collage de Resnais parece de base bastante frívola, entrelazando cuento de hadas, comedia de modales y fantasía tipo Feuillade. Pero el resultado es el mismo: una deliciosa celebración de la posibilidad imaginativa y la astucia narrativa».
Robert Benayoun, crítico y amigo de Resnais, atribuyó la falta de éxito de la película a la confusión del público ante lo que parecía ser una película abiertamente cómica de un director que antes se asociaba más con temas serios. Benayoun afirmó, sin embargo, que esta película "fue hecha más que nunca a semejanza de Resnais: de estilo compuesto, barroco, intrincado, construido sobre niveles que se multiplican sin restricciones".